# Mastigamoeba
A Mastigamoeba pelobionta Archamoebae-nemzetség, melyet korábban a protiszták közé soroltak. Mitokondrium nélküli anaerob, polimorf nemzetség. Életciklusa során leggyakrabban ostoros amőba. Általában szabadon élő, de endobionta fajai is ismertek.
Kevéssé tanulmányozott, vitatott összetételű nemzetség. Bár több tucat faját írták le (egyeseket más nemzetségekben, például a Phreatamoebában, a Dinamoebában és a Mastiginában, a jól ismert fajai a Mastigamoeba aspera Schulze 1875, a Mastigamoeba simplex Kent 1880, a Mastigamoeba chlamys (Frenzel 1897) Lemmermann 1914, a Mastigamoeba viridis Prowazek 1900, a Mastigamoeba trichophora Lauterborn 1901, a Mastigamoeba balamuthi (Chàvez et al. 1986) Simpson et al. 1997, a Mastigamoeba schizophrenia Simpson et al. 1997 és a Mastigamoeba punctachora Bernard, Simpson et Patterson 2000. A Mastigamoeba balamuthit korábban Phreatamobea balamuthinak nevezték, és nemzetség szintjén megkülönböztethetetlennek tartották, de ez nem teljesen elfogadott. Minden faj sok hasonlóságot mutat más pelobiontákkal, például a Mastigella és az Entamoeba nemzetségekkel.
Ide tartozik egy humán patogén, a Mastigamoeba balamuthi is.
Korábban a Breviata anathema is ide tartozott Mastigamoeba invertens ATCC 50338 néven.

## Történet
A Mastigamoebát üvegszerű sejtplazmával és ostorral rendelkező amőboid testű egysejtűek nemzetségeként írták le. A Mastigella és a Mastigina nemzetségekhez való hasonlóságai miatt 1891-ben módosították leírását, melyben csak azon üvegszerű sejtplazmájú ostoros amőbákat sorolták ide, ahol az ostor és a sejtmag közt közvetlen kapcsolat van, alkalmanként vannak laterális állábai, és sejtmagja nyújtott. A 20. században több száz fajt soroltak a Mastigamoebába külső morfológiai jellemzők alapján, azonban az életciklusokról szóló újabb flefedezések alapján egy élőlény életciklusa során több morfológiát vehet fel, megkérdőjelezve a leírt fajok számát. Jelenleg 9 igazolt és megkülönböztetett Mastigamoeba-faj van sok vitatott mellett. Thomas Cavalier-Smith 1983-ban írta le az Archamoebae csoportot, melybe többek közt a Mastigamoebidát is sorolta, melybe a Mastigamoeba tartozik.
Korábban az ostoros amőbákat a pelobionták közé sorolták, melybe a Mastigamoebida mellett a Pelomyxida tartozik. E csoportot Cavalier-Smith bazális, ősi eukarióta csoportnak tekintette.

## Élőhely és ökológia
A Mastigamoeba pelobionta. Az ilyen életmódú fajok mikrooxiás környezetben élnek, ahol az oxigénszint a légkörinek 10–20%-a, például felső sár- és homokrétegekben vagy sekély tavak víz-üledék felületében. Egyes fajai megtalálhatók szennyvíztisztítókban is. Legtöbb faja világszerte előfordul: több tanulmány jelentős elterjedését mutatta ki Európa és Észak-Amerika mérsékelt övezeti részeiben. Élőhelyei közé elsősorban az édesvízi folyók és tavak tartoznak, leggyakoribbak az álló vízben, ahol gyakoriak az alacsony oxigéntartalmú környezetek, de tengerekben is megtalálhatók. Általában élőhelyeik szerves anyagban gazdagok.
Bár a legtöbb pelobionta szabadon élő, egyes fajai endobionták, vagyis csak gazdáik emésztőrendszerében élnek. Ezek teljesen anaerobok, és alacsony pH-jú környezetekben élnek. Számos gerinces és gerinctelen gazdájuk van, és elsősorban főemlősökben és kutyákban élnek.

## Morfológia
Ostoros amőbák tartoznak ide átlátszó üvegszerű sejtplazmával. A Mastigamoeba polimorf – életciklusa során több morfológia közt váltakozik: lehet ostoros vagy ostor nélküli amőba, többmagvú amőba vagy ciszta.
2 fő kládja van. Az A klád fajai szélesebb és nagyobb ostorúak, és nagyobbak – akár 200 μm hosszúak is lehetnek – (például M. balamuthi), a B kládéi kisebbek – gyakran kevesebb mint 80 μm-esek –, ostoruk kisebb és keskenyebb (például M. simplex). Az A klád farokszerkezetekkel, a B követő állábbal rendelkezik. Az ostor hossza 10–60 μm.
Az egyetlen ostor 9+2-es mikrotubulus-szerkezetű. Az ostorszerkezet egyetlen alapi testből áll, melyből az ostor kiindul. Egy mikrotubuluskúp kapcsolja ezt a maghoz. Az A klád fajaiban ez széles, és az alapi test alapjából és laterális végéből indul ki, míg a B kládéiban e kúp keskeny, és csak az alapi test alapjából indul ki. Az ostorszerkezet elöl van, és segíti a sejt mozgását.
A sejtet kívül egyenlőtlenül eloszló vékony szerves rostréteg borítja. Ez párhuzamosan fut a membránnal, legnagyobb vastagsága mintegy 1 μm. Ennek kémiai összetétele ismeretlen. Egyes Mastigamoeba-fajokon egyenlőtlenül eloszló, ismeretlen összetételű üreges tüskék vannak. A szerves rétegben alkalmanként prokarióta szimbionták vannak, ezek csoportosítása és kapcsolatai ismeretlenek.
A cisztát ismeretlen összetételű fal veszi körül. A ciszta egymagvú, és szemcsékkel van tele.
Golgi-diktioszómái nincsenek, azonban az endomembrán rendszer rokon elemeiben fennmaradtak ezek funkciói. Az endoplazmatikus retikulum kapcsolt szerkezetekkel és a diktioszómák funkcióit betöltő vezikulumokkal rendelkezik.
Nincs minden fajában peroxiszóma, de egyes fajai rendelkeznek peroxiszóma-fehérjékkel – például peroxin-3-mal, -11-gyel és -14-gyel – és „anaerob peroxiszómákkal”, melyek nem rendelkeznek katalázzal.
Az Archamoebae fajai nem rendelkeznek hagyományos mitokondriumokkal. A Mastigamoeba mitokondriumai némi mitokondriális funkcióval még rendelkező vagy teljesen megváltozott funkciójú sejtszervecskékké alakultak.
Egyes fajok, például a M. balamuthi mitokondriumeredetű sejtszervecskékkel (hidrogenoszóma) rendelkeznek. Ezek az ATP-t a piruvát anaerob részleges oxidációjával termelik, genomjukat és az elektrontranszportláncot elvesztették, melléktermékük a hidrogén. A mitokondriumokból az aerob állapot elvesztésével alakultak ki. A vas-kén csoportok bioszintézise citoszolikussá vált horizontális géntranszferrel..
Más fajok még tovább redukált sejtszervecskékkel, mitoszómákkal rendelkeznek. Ezek egyetlen funkciójává vált a vas-kén csoportok bioszintézise. Már nincs energiatermelő anyagcsere-funkciójuk, így máshonnan kell energiát szerezniük. Az ATP-termelés elvesztésének pótlására a mitoszómával rendelkező fajok az ATP-importra képessé váltak.
Fő trofikus formája az egymagvú ostoros amőba, bár egyes fajok rendelkeznek többmagvú állapottal is. Például a M. schizophrenia akár 10 maggal is rendelkezhet többmagvú állapotában. A M. balamuthi leggyakoribb trofikus formája a többmagvú állapot, ahol akár 46 magja is lehet. Mitózissal és azt követő csírázással szaporodik. Ha többmagvú, ez eltérő számú magvú utódsejteket okoz.

## Gyakorlati jelentőség
A Mastigamoeba balamuthi a legismertebb Mastigamoeba-faj, mivel a mitokondrium nélküli élőlények kutatásában és tanulmányozásában modellszervezetként használják. A vas-kén csoport-bioszintézis módját és annak mitokondriumokból citoszolba való mozgását sokat tanulmányozták a M. balamuthiban. A M. balamuthi mitokondriummaradványai feltehetően köztes állapotok a hagyományos mitokondrium és a más fajokban talált mitoszómák közt.

## Fordítás
Ez a szócikk részben vagy egészben  a   Mastigamoeba című angol Wikipédia-szócikk ezen változatának fordításán alapul.  Az eredeti cikk szerkesztőit annak laptörténete sorolja fel. Ez a jelzés csupán a megfogalmazás eredetét és a szerzői jogokat jelzi, nem szolgál a cikkben szereplő információk forrásmegjelöléseként.